# Togo
Togo, plným názvem Tožská republika (francouzsky République togolaise), je stát v západní Africe ležící na pobřeží Atlantského oceánu (Beninský záliv), tzv. Zlatonosné pobřeží. Rozlohou 56 785 km² se řadí mezi menší státy afrického kontinentu. Na západě hraničí s Ghanou (877 km), na severu s Burkinou (126 km) a na východě s Beninem (644 km). Pobřeží na jihu je dlouhé jen 56 km.

## Dějiny

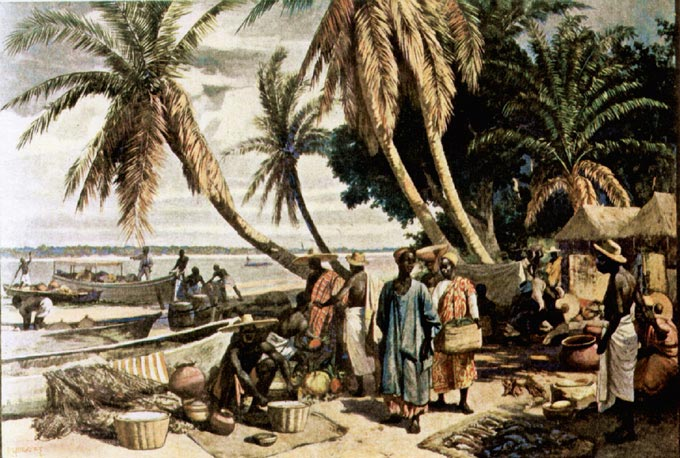
Togoland (R. Hellgrewe, 1908)

Pobřeží Toga se od konce 15. století postupně stalo cílem zájmu Portugalců, Nizozemců, Francouzů a Angličanů, zejména obchodníků s otroky. Počátkem 18. století vytvořily kmene Ewe v jižní části země kmenový svaz, sever se stal součástí domorodých království Dagomba a Gondža. Od 2. poloviny 19. století zesílilo pronikání německých kolonizátorů, roku 1884 byl nad jižní částí Toga vyhlášen německý protektorát Togoland, v roce 1905 se z celého území stala německá kolonie. Hned po vypuknutí 1. světové války Togo obsadila francouzská a britská vojska. V roce 1922 bylo Togo vyhlášeno mandátním územím Společnosti národů pod správou Francie (východní část směrem k Dahome) a Velké Británie (západní část směrem ke Zlatonosnému pobřeží). Krátce před tím bylo určitými kruhy uvažováno o zřízení československé kolonie na území Toga, jednalo se však spíše o pouhé úvahy bez politické podpory relevantních aktérů. Během 2. světové války byla francouzská část do roku 1942 loajální vichistickému režimu, poté Svobodné Francii. Vznikl také Výbor tožské jednoty, který významně přispěl k úsilí za dosažení nezávislosti. V roce 1946 se Togo stalo poručenským územím v britské a francouzské správě. O deset let později se v Brity spravované části uskutečnil plebiscit, na jehož základě došlo k jejímu připojení ke Zlatonosnému pobřeží (Ghana). Francouzské části byla přiznána vnitřní samospráva.

### Samostatnost

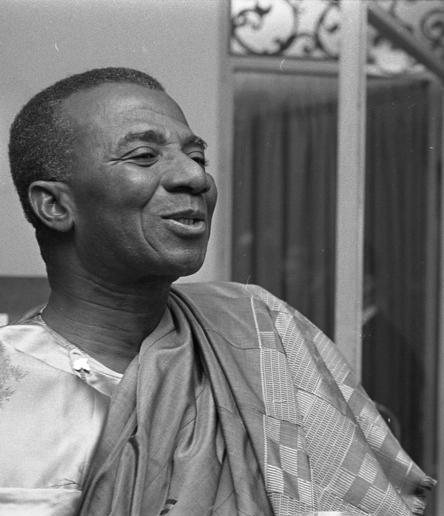
Sylvanus Olympio

V roce 1958 se Togo stalo autonomní republikou v rámci Francouzského společenství. Úplná nezávislost Tožské republiky byla vyhlášena 27. dubna 1960, prezidentem se stal Sylvanus É. Olympio. První prezident se především snažil omezit závislosti na Francii, prosazoval spolupráci s USA, Velkou Británií a Německem. Odmítal také snahy francouzských vojáků demobilizovaných po válce v Alžírsku, kteří se snažili získat pozice v tožské armádě. Tyto skutečnosti nakonec vedly v lednu 1963 k vojenskému státnímu převratu, během kterého byl Olympio zastřelen. Prezidentem republiky se stal Nicolas Grunitzky, někdejší politický oponent Olympia. Jeho hlavní snahou bylo utlumit rozpory mezi severem a jihem, vyhlásit novou ústavu (1963) a zavést pluralitní systém. Další, tentokrát nekrvavý, státní převrat proběhl v lednu 1967. Podobně jako v předchozím puči byl jeho vůdčí osobností Étienne Eyadéma (od 70. let užíval africké jméno Gnassingbé Eyadéma). Byl zaveden autoritativní režim, jedinou povolenou politickou stranou se stalo Shromáždění tožského lidu (RPT) a hlavním zahraničním spojencem se stala Francie. Právě francouzská vojenská pomoc zasáhla také v roce 1986, kdy došlo k pokusu o státní převrat. 
Celosvětová demokratizační vlna počátku 90. let 20. století a nátlak Francie donutily Eyadému k povolení činnosti politických stran. Eyadéma a jeho RPT s podporou armády, díky volebním manipulacím a opozičním bojkotu voleb (1999) i nadále opakovaně poráželi ve volbách své soupeře. Prezidentskou funkci si udržel úctyhodných 38 let, až do své smrti v únoru 2005. Do situace v zemi okamžitě zasáhla armáda a vyhlásila prezidentem Fauru Essozimnu Gnassingbého, syna zesnulého státníka. Po protestech mezinárodního společenství, zejména okolních států, Gnassingbé odstoupil, avšak v dubnových volbách přesvědčivě zvítězil a vrátil se na nejvyšší post v zemi. Prezident Gnassingbé se těší podpoře armády, ovládá politickou stranu RPT. Řadu vládních postů však získali lidé z opozičních stran.

## Státní symboly

### Vlajka
Tožská vlajka je tvořena listem o netradičním poměru stran 1:1,618 (připomíná poměr stran tzv. zlatého obdélníku) s pěti vodorovnými pruhy, střídavě tmavě zelenými a žluto-oranžovými. V levém horním rohu je v červeno-karmínovém karé o délce strany šířky tří pruhů umístěna bílá pěticípá hvězda.

### Znak
Tožský státní znak zobrazuje dva červené lvy s luky a šípy. Mezi lvy se nachází zlatý štít s červenými písmeny RT (zkratka République Togolaise, česky Tožská republika). Nad štítem se nalézají dvě tožské vlajky. Nad nimi je stuha s nápisem Travail, Liberté, Patrie (česky Práce, volnost, otčina).

## Geografie

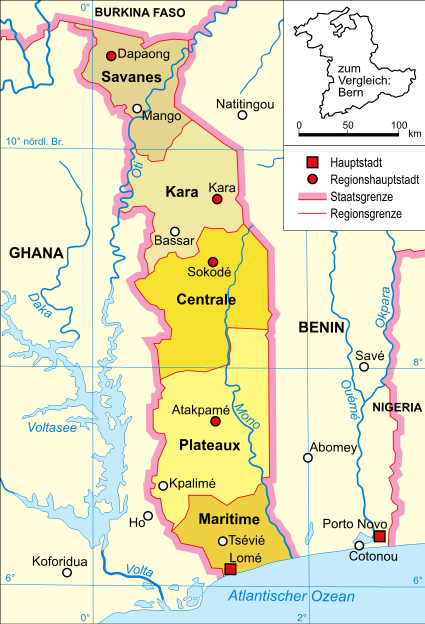
Mapa Toga

Togo představuje úzký pruh území od pobřeží do vnitrozemí o délce asi 600 km. Pobřeží je nízké, s lagunami a bažinami. Jižní plošiny přecházejí v hornatou centrální část. Sever území představuje mírně se sklánějící savana. Nejvyšším vrcholem je Mont Agou (986 m) na jihozápadě. Jižní část země se vyznačuje tropickým podnebím, celoročně horkým a vlhkým, původně zde převládaly tropické deštné pralesy, které však většinou ustoupily plantážím. Sever Toga má podnebí monzunového typu s horkým a vlhkým létem a suchou zimou, typickým porostem je savana.
Vodní toky jsou krátké a směřují k Atlantiku. Množství vody odpovídá klimatickým podmínkám.

## Politický systém
Togo je prezidentská republika s jednokomorovým parlamentem. Hlavou státu je prezident volený obyvatelstvem na dobu 5 let, počet mandátů není omezen. Vládu jmenuje prezident na návrh předsedy vlády. Premiér je jmenován prezidentem.
Zákonodárnou moc má jednokomorové Národní shromáždění. 91 poslanců je voleno na 5 let. V parlamentních volbách v Togu v roce 2018 si zachovala většinu vládnoucí strana Unie pro republiku.
Soudní moc je založena na francouzském systému.

### Členství v mezinárodních organizacích
ACP, AfDB, AU, ECOWAS, Entente, FAO, FZ, G-77, IAEA, IBRD, ICAO, ICC, ICRM, IDA, IDB, IFAD, IFC, IFRCS, ILO, IMF, IMO, Interpol, IOC, IOM, IPU, ISO (dopisovatel), ITSO, ITU, ITUC, MIGA, MINURCAT, NAM, OIC, OIF, OPCW, PCA, UN, UNAMID, UNCTAD, UNESCO, UNIDO, UNMIL, UNOCI, UNWTO, UPU, WADB , WAEMU, WCL, WCO, WFTU, WHO, WIPO, WMO, WTO

### Politické strany a hnutí
- CUT = Výbor tožské jednoty (Comité de l'Unité Togolaise)
- MPT = Hnutí tožského lidu (Mouvement des Personnes Togolaises)
- RPT = Shromáždění tožského lidu (Rassemblement du Peuple Togolais)
- UFC = Unie sil pro změnu (Union des Forces du Changement)

### Administrativní členění

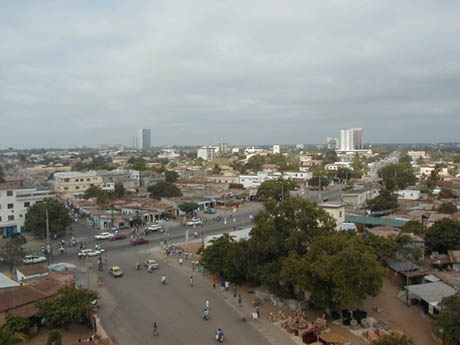
Lomé

Země se dělí do 5 regionů: Centrale, Kara, Maritime, Plateaux, Savanes.

### Města
- Lomé – hlavní (837,437 obyvatel)
- Sokodé (113,000 obyvatel)
- Kara (94,878 obyvatel (sčítání v roce 2010))
- Kpalimé (95 974 obyvatel)
- Atakpamé (80 683 obyvatel)
- Bassar (61 845 obyvatel)

## Ekonomika

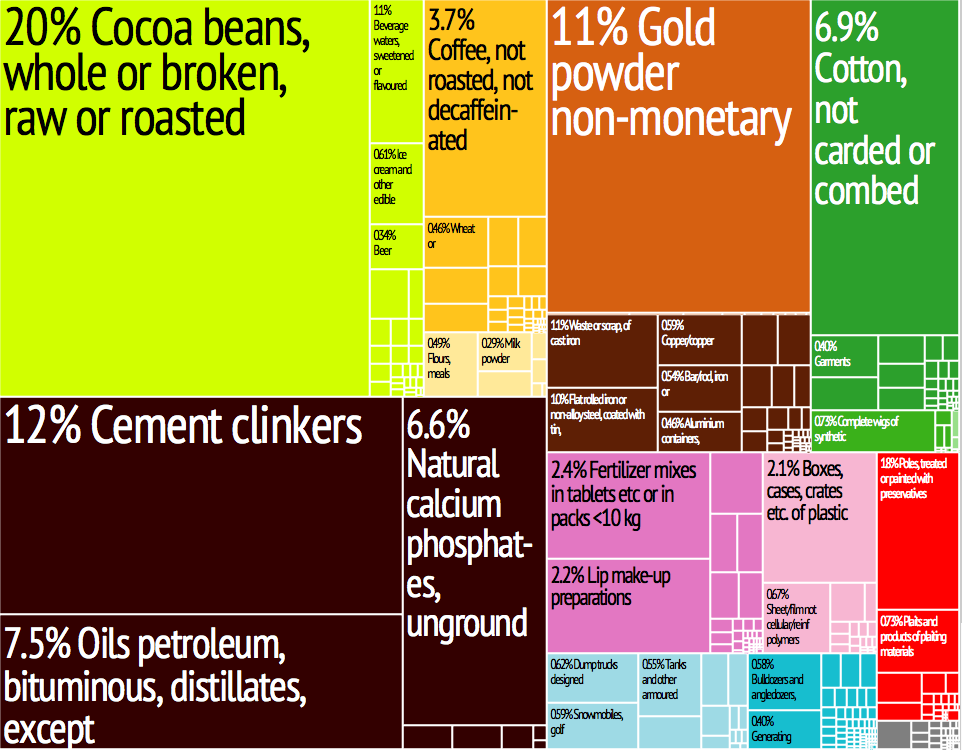
Grafické znázornění vývozu Toga

Togo patří do skupiny nejméně rozvinutých zemí, rozhodujícím ekonomickým sektorem je zemědělství. Trvalým problémem je nedostatek elektrické energie, protože země je schopná vyrobit jen asi třetinu své spotřeby, zbytek je pokryt dovozem z Ghany a Nigérie. HDP tvoří 2,771 miliard USD (2009). Měnou je CFA frank (Communaute Financiere Africaine franc). Inflace měny se pohybuje kolem 2,6 % (2012) (66. místo na světě)

### Zemědělství
Zemědělství je páteří ekonomiky, přestože se potýká s chronickým nedostatkem financí na nákup zavlažovacích zařízení a hnojiv, což podstatně snižuje jeho výkonnost. Na celkové tvorbě HDP se zemědělství podílí 28,2 % (2012) a skýtá obživu pro 49 % práceschopné populace (2010). Země je v podstatě soběstačná ve výrobě potravin. Pro domácí spotřebu se pěstuje především kukuřice, kasava, proso, sorgo, rýže a yamy, na vývoz bavlna, kakao a káva, z průmyslových plodin pak hlavně bavlna. Příjmy z vývozu uvedených surovin jsou závislé na počasí (tedy i úrodě) a kolísání cen na světových trzích. V živočišné výrobě dominuje chov skotu. Významný je i pobřežní rybolov.

### Průmysl a těžba
Průmysl a těžba vytváří asi 33,9 % HDP (2012) a zaměstnává 12 % obyvatel (2010). Rozhodující je těžba a zpracování fosfátů, Togo disponuje čtvrtými největšími nalezišti na světě. Od poloviny 90. let však docházelo k poklesu těžby této suroviny, do odvětví bude třeba silně investovat. Velké jsou také zásoby vápence, takže perspektivní je výroba cementu. Z dalších odvětví stojí za zmínku potravinářský (pivovar) a textilní průmysl. Průmysl roste každým rokem asi o 5,5 % (2012).
Služby vytvářejí 37,9 % HDP (2012) a zaměstnávají 34 % populace (2010).
Bilance zahraničního obchodu je dlouhodobě pasivní, v roce 2008 měl export hodnotu 777 miliónů USD a import 1,541 miliard USD.
Export: reexport, fosfáty, bavlna, káva, kakao.
Obchodní partneři – export (2008): Ghana, Burkina, SRN, Jihoafrická republika, Benin, Indie, Brazílie, Belgie, Mali, Nizozemsko.
Import: stroje a zařízení, dopravní prostředky, potraviny, ropné produkty, spotřební zboží. Obchodní partneři pro import (2008): Čína, Nizozemsko, Francie, Indie, Thajsko.

### Infrastruktura

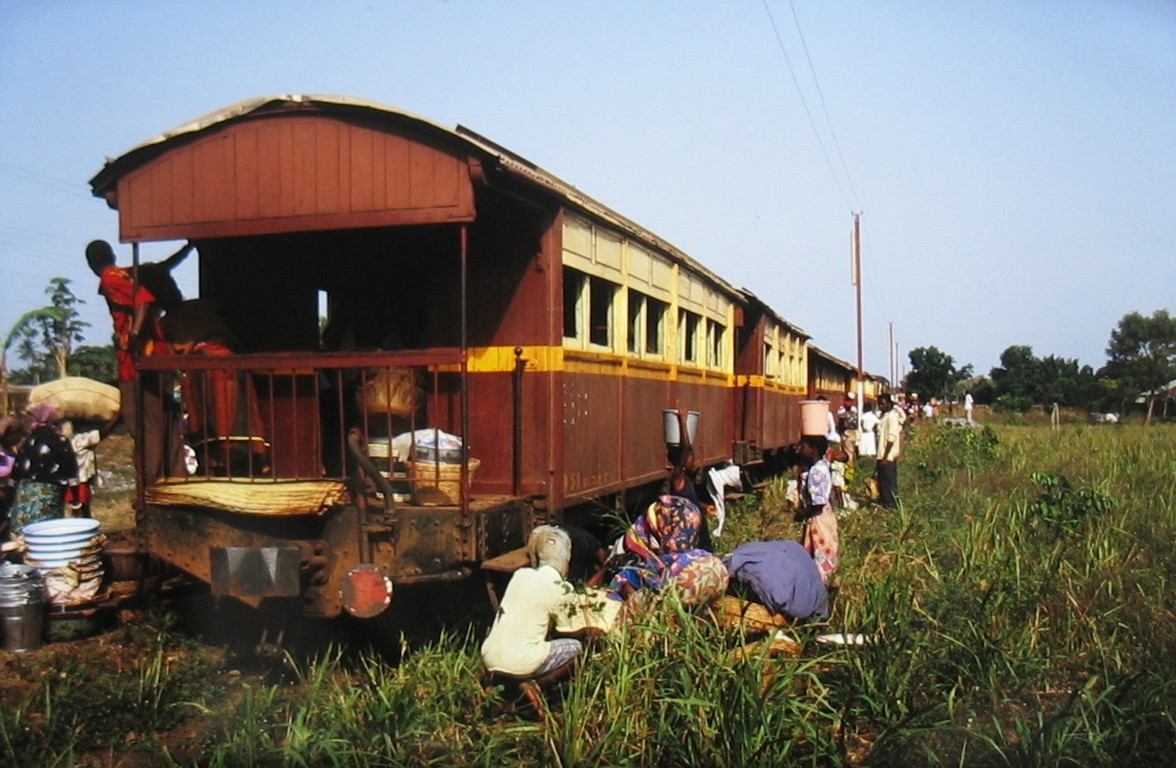
Osobní vlak, únor 1990

V zemi je 568 km železnic využívaných pro nákladní dopravu a asi 9 000 km silnic, z toho 2 500 km se zpevněným povrchem. V hlavním městě Lomé je mezinárodní letiště. Přístav v Lomé je velkým zdrojem financí pro státní pokladnu, protože slouží také vnitrozemským státům (Burkina, Mali, Niger).
Ani Togu se nevyhnul celosvětový boom telekomunikací a informačních technologií. Postupně stoupá počet uživatelů internetu (v roce 2009 jich bylo 356 300), prudce roste podíl mobilních telefonů (v roce 2011 bylo zaznamenáno zhruba 3,1 milionu mobilních telefonů v provozu), naopak je zaznamenáván pokles počtu pevných telefonních linek. Přes tento rozvoj je stupeň telefonizace v zemi stále nízký.

## Obyvatelstvo

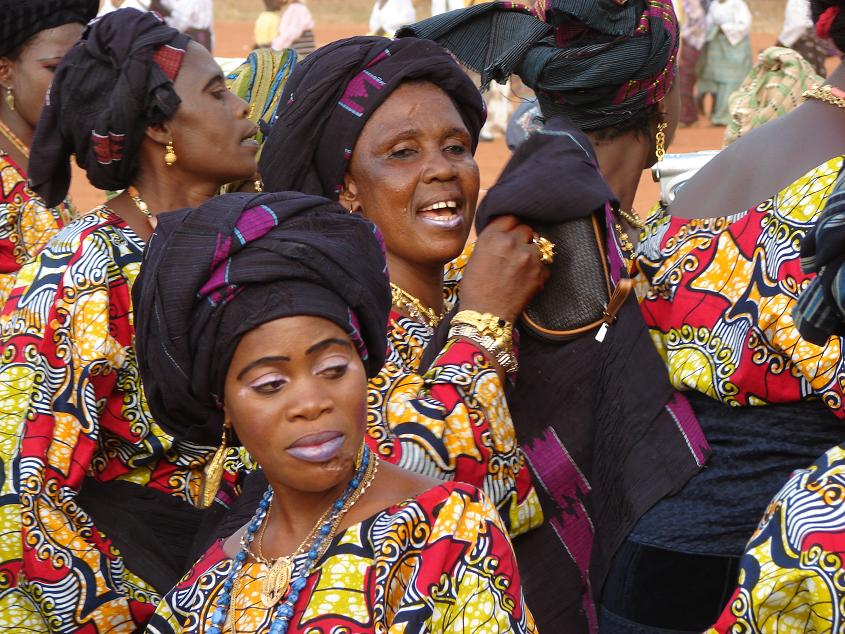
Ženy z Toga v Sokodé.

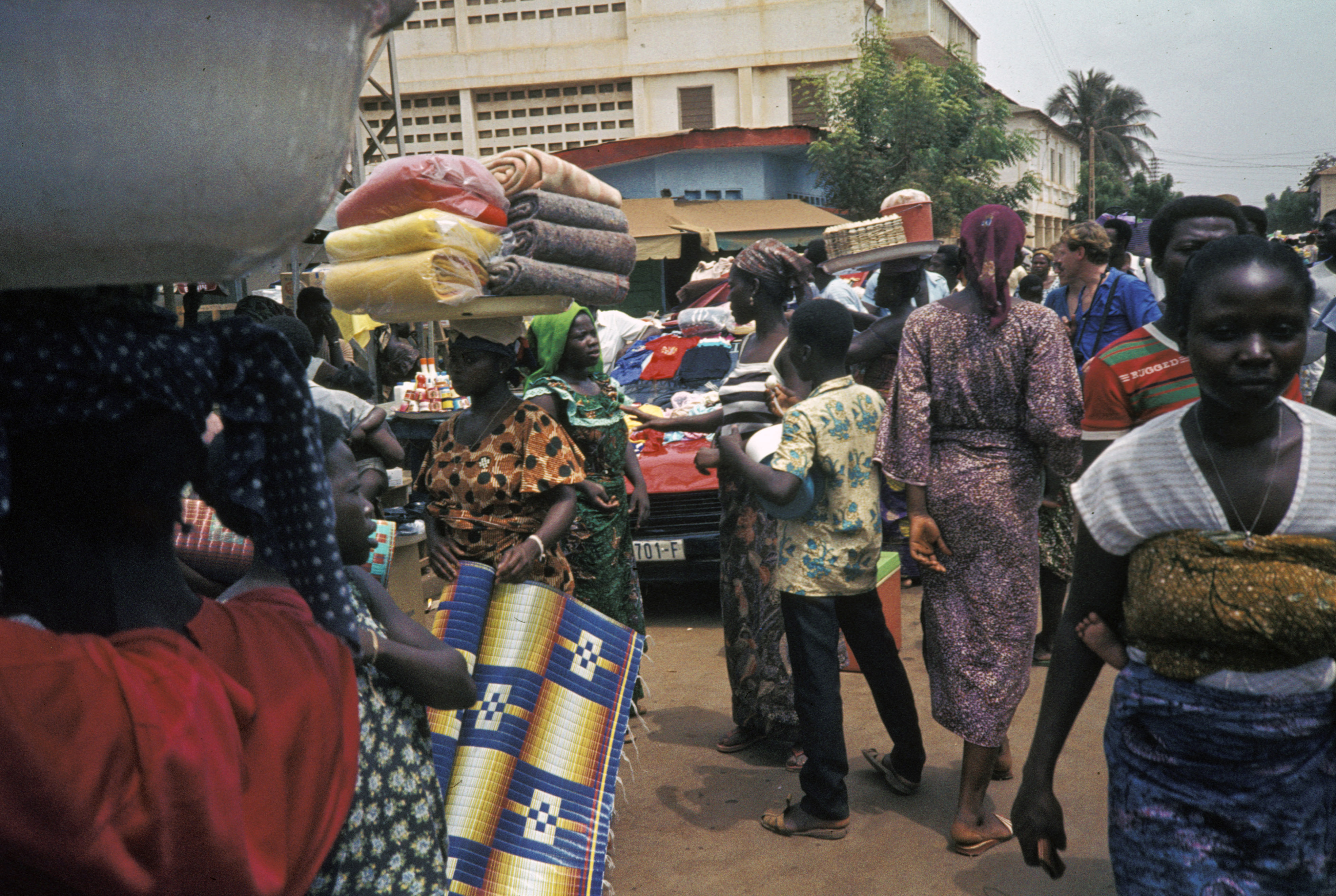
Obyvatelé Toga v 80. letech

Počet obyvatel činil 7 154 000 v červnu roku 2013, což představuje hustotu zalidnění 106 obyv./km². V roce 2009 bylo v zemi asi 120 000 osob nakažených virem HIV (38. nejvyšší na světě) Během roku 2009 na něj zemřelo zhruba 7 700 osob, což řadí Togo na 28. příčku v žebříčku států s nejvyšší úmrtností na AIDS. Tato skutečnost se může negativně projevit v nižší průměrné délce života, vyšší úmrtnosti, nižším populačním růstu a změnám rozložení populace podle věku a pohlaví. Navíc téměř 30 % obyvatel je pod trvalou hranicí chudoby (2010).
Věková struktura (2013):
- 0–14 let: 40,8 % (1,006 muže/1 žena)
- 15–24 let: 20 % (0,984 muže/1 žena)
- 25–54 let: 31,9 % (0,986 muže/1 žena)
- 55–64 let: 4,2 % (0,974 muže/1 žena)
- 65 a více let: 3,2 % (0,974 muže/1 žena)

Průměrný roční přírůstek: 2,73 % (2013)

Porodnost: 34,9 narozených/1000 obyv. (2013)

Úmrtnost: 7,6 zemřelých/1000 obyv. (2013)

Dětská úmrtnost: 56,24 zemřelých/1000 živě narozených (2009)

Fertilita: 4,79 narozených dětí/žena (2009)

Věkový medián: 19,5 roku (2013) Z toho muži: 19,2 let, ženy: 19,7 let

Naděje na dožití: 63,62 let Z toho: 61,07 let – muži, 66,24 let – ženy (2013)
Gramotných je 60,4 % obyvatel; muži 74,1 %, ženy 48 % (2011)
Míra urbanizace představuje 38 % (2011) Během příštích let (2013–2018) se předpokládá roční výkyv okolo 3,3 %
99 % populace tvoří Afričané, z národností jsou nejpočetnější Ewe (22,2 % populace), Kabre (13,4 %), Wachi (10 %), Mina (5,6 %), Kotokoli (5,6 %), Bimoba (5,2 %), Losso (4 %), Gurma (3,4 %), Lamba (3,2 %), Adja (3 %). Zbytek obyvatel tvoří Evropané a Asiaté ze syrsko-libanonské oblasti.
Oficiálním jazykem je francouzština. Převažují však domorodé jazyky nigerokonžské jazykové rodiny (jazyky volta-kongo – jazyky kvaské).
Křesťané tvoří 47 % (s převahou katolíků) obyvatelstva, muslimové 14 %, tradiční víry méně než 39 %. 
Podle sčítání lidu v roce 2020 došlo k mírným změnám v počtech věřících, které jsou následující: křesťané 42,3 %, muslimové 14 % (většina sunnité, malá menšina šíitů), tradiční africká náboženství 36,9 %, bez vyznání 6,2 %, zbývající velmi nízké počty patří judaismu, hinduismu a buddhismu. Z tradičních náboženství převládá thron a vodun. V Togu je běžné vyznávání křesťanství nebo islámu spolu s některým z tradičních náboženství (vícečetná náboženská identita), existují také eklekticismy a synkretismy (konkrétně synkretismus vodunu a křesťanství).